# Gasslang

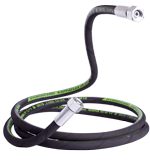
persluchtslang

Een gasslang is een slang (flexibele buis) die bedoeld is voor het transport van gasvormige stoffen.
Dergelijke slangen moeten voldoen aan verschillende eisen. De belangrijkste zijn:
- flexibel
- gasdicht
- bestand tegen een bepaalde druk van het gas
- bestand tegen slijtage en veroudering
- een beperkt drukverlies

Eisen zijn onder meer vastgelegd in Europese Normen en ISO-standaarden.

## Toepassingen
Gasslangen hebben een veelheid aan toepassingen:
- luchtslangen voor ademlucht voor duikers
- slangen voor het transport van aardgas naar gasapparaten
- medische toepassingen, bijvoorbeeld slangen voor zuurstof, narcosegas
- transport van lucht voor ventilatie- of verwarmingsdoeleinden
- transporteren van perslucht naar allerlei apparatuur en bij luchtremmen in vrachtwagens en treinen
- transport van allerlei gassen in de industrie

Een gasslang kan in sommige situaties ook gebruikt worden om een onderdruk (vacuüm) te transporteren: vacuümleidingen en stofzuigerslangen.